# Hellcats
Hellcats est une série télévisée américaine en 22 épisodes de 42 minutes créée par Kevin Murphy (en), diffusée entre le 8 septembre 2010 et le 17 mai 2011 sur The CW et en simultané sur /A\ au Canada. Cette série s'inspire du livre Inside the Secret World of College Cheerleaders de Kate Torgovnick.
En France, la série est diffusée depuis le 1er septembre 2011 sur June puis à partir du 1er septembre 2012 sur Gulli, et au Québec, depuis le 31 décembre 2012 sur Séries+.

## Synopsis
Pour réaliser son rêve de devenir avocate et quitter Memphis et sa mère alcoolique, Marti Perkins est contrainte de rejoindre les Hellcats, la légendaire équipe de cheerleaders de l'université locale, afin d'obtenir une bourse d’études dont dépend son avenir. La jeune femme se retrouve alors propulsée en pleine compétition, la coach des Hellcats étant déterminée à accéder aux championnats nationaux.

## Distribution

### Acteurs principaux
- Alyson Michalka (VFB : Mélanie Dermont) : Marti Perkins
- Ashley Tisdale (VFB : Séverine Cayron) : Savannah Monroe
- Heather Hemmens : Alice Verdura
- Robbie Jones : Lewis Flynn
- Matt Barr (VFB : Alexandre Crépet) : Dan Patch
- Gail O'Grady (VFB : Fabienne Loriaux) : Wanda Perkins
- Sharon Leal (VFB : Micheline Tziamalis) : Vanessa Lodge

### Acteurs récurrents
- Jeremy Wong : Darwin (18 épisodes)
- Louise Hradsky : Gretchen (18 épisodes)
- Alana Randall : Frankie (16 épisodes)
- Jeff Hephner : Red Raymond (15 épisodes)
- Craig Anderson (VFB : Aurélien Ringelheim) : Morgan Pepper (14 épisodes)
- Emma Lahana : Charlotte Monroe (12 épisodes)
- Ryan Kennedy (VFB : Antoni Lo Presti) : Jake Harrow (11 épisodes)
- Ben Cotton : Travis Guthrie (10 épisodes)
- Gale Harold : Julian Parish (9 épisodes)
- Aaron Douglas : Bill Marsh (9 épisodes)
- Teryl Rothery : Layne Monroe, mère de Savannah (9 épisodes)
- D. B. Woodside : Derrick Altman (8 épisodes)
- Magda Apanowicz : « Nasty » Kathy (6 épisodes)
- Eric Keenleyside : Bob Overton (5 épisodes)
- Elena Esovolova (VFB : Carole Baillien) : Patty « The Wedge » Wedgerman (5 épisodes)
- Barclay Hope : Parker Monroe (4 épisodes)
- Camille Sullivan : Emily (4 épisodes)
- Caroline Torti : Teena (4 épisodes)
- Amanda Michalka : Dierdre Perkins (3 épisodes)
- Elysia Rotaru : Betsy (3 épisodes)
- Nastia Liukin : Fundraising Girl (épisode 19)

Version française
- Direction artistique : Illana Castro

 Source et légende : version française (VF) sur RS Doublage

## Production
Le projet a débuté en octobre 2009 par Kevin Murphy et Tom Welling (héros de la série Smallville) et la série a été commandée par The CW en février 2010.
Les rôles ont été attribués dans cet ordre : Alyson Michalka et Gail O'Grady, Ashley Tisdale, Matt Barr, Robbie Jones et Heather Hemmens, Sharon Leal, Ben Browder (Red Irvine, coach de football). Un rôle aurait aussi été proposé à Sofia Vassilieva (Patty Wedgerman) mais ce rôle secondaire a été attribué à Elena Esovolova.
Le 18 mai 2010, The CW a commandé la série pour l'automne 2010 et assigné deux jours plus tard sa case horaire du mercredi à 21 h après America's Next Top Model.
À la fin juillet 2010, D. B. Woodside décroche un rôle récurrent et Jeff Hephner remplace Ben Browder dans le rôle du coach.
Après la diffusion du troisième épisode, The CW a commandé six scripts additionnels et a reçu une saison complète le 22 octobre 2010. Pour la mi-saison, la série a été déplacée au mardi soir à 21 h après One Tree Hill.
En février 2011, Camille Sullivan décroche un rôle récurrent alors que Nastia Liukin est invitée dans un épisode.
La série a été annulée à la fin de la première saison par The CW pour cause de mauvaises audiences.

## Épisodes
1. Une bourse d'études à tout prix (A World Full of Strangers)
2. Envers et contre tous (I Say a Little Prayer)
3. Défis en série (Beale St. After Dark)
4. Amour mère-fille (Nobody Loves Me But My Mother)
5. La Chanson du prisonnier (The Prisoner's Song)
6. Match de football entre filles (Ragged Old Flag)
7. Les Enchères galantes (The Match Game)
8. À l'arrière d'une voiture (Back of a Car)
9. Dérapages (Finish What We Started)
10. Affaires compromettantes (Pledging My Love)
11. En route pour les départementales (Think Twice Before You Go)
12. L'Heure de vérité (Papa, Oh Papa)
13. Le Calendrier (Worried Baby Blues)
14. L'Heure des choix (Remember When)
15. Rédemption (God Have Must My Fortune Laid Away)
16. L'Inoubliable Dan (Fancy Dan)
17. Une promesse est une promesse (Don't Make Promises (You Can't Keep))
18. Le Réveil des morts (Woke Up Dead)
19. La Commission disciplinaire (Before I Was Caught)
20. Rapprochements (Warped Sister)
21. Changements de partenaires (Land of 1,000 Dances)
22. Trahisons (I'm Sick Y'all)

## Commentaires
- Robbie Jones et Matt Barr ont tous les deux joué dans la série Les Frères Scott. De même, Magda Apanowicz et Teryl Rothery ont joué ensemble dans Kyle XY mais n'ont partagé aucune scène dans ces deux séries.

- Alyson Michalka, Ashley Tisdale et Amanda Michalka qui ont fait partie de la filiale Disney Channel ont tourné un clip ensemble.

- Alyson et Amanda Michalka sont sœurs dans la vraie vie.

- Gale Harold a joué dans la série Queer as folk

## Audiences
Le pilote a attiré trois millions de téléspectateurs, a baissé sous la barre du deux millions à partir du 8e épisode. L'épisode 19 est celui enregistrant la plus mauvaise audience, se situant sous la barre du million, après une pause d'un mois et demi.